# Siegfried Köhler (músic)
Siegfried Köhler   (Friburg de Brisgòvia, 30 de setembre de 1923 - Wiesbaden, 12 de setembre de 2017) va ser un director i compositor alemany de música clàssica. Va treballar com a director musical general de teatres d'òpera com Hessisches Staatstheater Wiesbaden i la Royal Swedish Opera. Köhler va dirigir estrenes d'obres de Hans Werner Henze i Volker David Kirchner, entre d'altres, i va reviure òperes rarament representades. També va compondre música per a l'escenari i va ensenyar a les universitats de música de Colònia i Saarbrücken.

## Carrera
Nascut a Friburg im Breisgau, fill d'un tocador de trompa, Köhler va estudiar arpa a la Musikhochschule Freiburg. Des de 1942, va treballar al Teatre Heilbronn com a arpista i repetidor. Durant la Segona Guerra Mundial va ser Funker (operador de ràdio). Va dirigir des de 1946 a Friburg, promogut el 1952 a 1. Mestre de capella (primer director). Des de 1954, va treballar a l’òpera de Düsseldorf. Des de 1957, va dirigir a l'Òpera de Colònia, i més tard es va convertir en el seu Generalmusikdirektor (GMD). Hi va dirigir l'any 1958 la primera representació escènica del ballet Das Vokaltuch der Kammersängerin Rosa Silber de Hans Werner Henze, amb coreografia de Lisa Kretschmar Lisa Kretschmar. També va ser director de l'Opernstudio de la Hochschule für Musik Köln. Köhler va ser GMD a Saarbrücken des de 1964 fins a 1974, i simultàniament va ser professor de direcció a la Hochschule für Musik Saar. La soprano Inge Borkh va recordar que Köhler va ser cridat a la Staatsoper Stuttgart per intervenir per preparar Die Frau ohne Schatten de Richard Strauss el 1970 perquè coneixia les tècniques de respiració dels cantants.
De 1974 a 1988, Köhler va ser GMD al Hessisches Staatstheater Wiesbaden. Va presentar un repertori inusual, incloent-hi Die Stumme von Portici d'Auber i Rienzi de Wagner (amb Jon Buzea en el paper principal, Eike Wilm Schulte com Steffano Colonna i Gail Gilmore com Adriano). Köhler va dirigir una actuació durant la Internationale de 1979 que va ser gravada en directe, amb Gerd Brenneis com Rienzi, Jeannine Altmeyer com Irene i Glenys Linos com Adriano. Va reviure les òperes de Siegfried Wagner, celebrant dues jornades dedicades al compositor, amb concerts de Sternengebot el 1977 i de Sonnenflammen el 1979. Köhler va dirigir estrenes d'òperes de Volker David Kirchner, Die Trauung (La boda) el 1975 i Das kalte Herz (El cor fred) el 1981. Va aparèixer com a director convidat internacionalment amb orquestres notables.
Des de 1989, Köhler va ser director en cap de la Royal Swedish Opera d'Estocolm. Havia dirigit la Kungliga Hovkapellet per primera vegada el 1975, i va ocupar el càrrec de Hovkapellmästare de 1992 a 2005. A Estocolm, va dirigir Die Entführung aus dem Serail de Mozart, Le nozze di Figaro i Don Giovanni, Les Contes d'Hoffmann d' Offenbach, Boccaccio de Franz von Suppé, Simon Boccanegra de Verdi, Der fliegende Holländer de Wagner i Der Ring des Nibelungen, Parsifal, Madama Butterfly de Puccini, Elektra i Arabella de Richard Strauss. Va dirigir concerts com Carmina Burana d'Orff i la primera interpretació sueca d'Il re pastore de Mozart. Una actuació de ballet utilitzada com a música Xekherazada  de Rimskij-Korsakov, Simfonia en do major de Bizet, Cantus in Memoriam Benjamin Britten d'Arvo Pärt i Quatre últimes cançons de Richard Strauss.
El treball de Köhler està documentat en enregistraments per a ràdio i televisió, així com en llançaments comercials. Va dirigir fragments de les seves pròpies obres per a WERGO, amb la Staatsphilharmonie Rheinland-Pfalz i la Königliche Hofkapelle Stockholm. El 1993 va gravar Der tapfere Soldat d'Oscar Straus amb la WDR Sinfonieorchester Köln i els cantants principals Johannes Martin Kränzle com Bumeru, Caroline Stein com Nadina Popff i John Dickie com Alexius Spiridoff.
Köhler va escriure la seva autobiografia el 2003, amb el mateix títol que la seva opereta, Alles Capriolen. i el subtítol Ein Jahrhundert im Musiktheater (Un segle de música per a l'escenari). Va morir a Wiesbaden el 12 de setembre de 2017.

## Premis
El 1978, Köhler va rebre l'Orde al Mèrit de la República Federal Alemanya. Va ser membre honorari de la Richard-Wagner-Verband de Saarland, i membre honorari de la Verband de Wiesbaden i del Hessisches Staatstheater. Va rebre el títol de Hovkapellmästare del rei de Suècia. El 2009, va rebre un Kulturpreis de Wiesbaden. Amb motiu del seu 90è aniversari, l'orquestra de Wiesbaden li va organitzar un concert.

## Obres seleccionades
Teatre
- Alles Capriolen (opereta)
- Sabine, sei sittsam (musical)
- Alemanya antiga (musical)
- WirbelWind und WonneWolken (revista-òpera)
- Dames i senyors (comèdia criminal musical)

Instrumental
- Humoreske per a arpa
- Tango, Vision für großes Orchester
- Leidenschaft, Tanzszene für großes Orchester

Vocal
- Sechs ernste Lieder per a soprano i piano